# Stagonosporina sparti
Stagonosporina sparti är en svampart som beskrevs av Tassi 1902. Stagonosporina sparti ingår i släktet Stagonosporina, divisionen sporsäcksvampar och riket svampar.   Inga underarter finns listade i Catalogue of Life.